# Церковь Святого Иоанна (Гёйгёль)
Церковь Святого Иоанна — историко-архитектурный памятник XIX века в городе Гёйгёль Азербайджанской Республики. Первая лютеранская церковь в Азербайджане.
После восстановления Азербайджаном независимости постановлением № 132 Кабинета министров Азербайджанской Республики от 2 августа 2001 года церковь была внесена в список недвижимых памятников истории и культуры местного значения.
В настоящее время используется как краеведческий музей.

## История
В 1817 году на Южный Кавказ с разрешения императора Александра I прибыло несколько сотен семей выходцев из Швабии, лютеран-пиетистов по вероисповеданию. Из них 120 семей, прибыв на территорию Азербайджана, основали здесь колонию Еленендорф. С основанием колонии началась деятельность лютеранской общины. Первые религиозные обряды проводились под руководством школьного учителя. Позже, в 1832 году, сюда был приглашён пастор из Ганновера. В 1854 году было решено построить каменное здание церкви для лютеранской общины. 24 апреля того же года был заложен фундамент кирхи. Работы заняли три года, и 10 марта 1857 года состоялось освящение новой кирхи, которая получила название церкви Святого Иоанна. Это была первая в Азербайджане лютеранская церковь. В церкви, построенной в стиле неоготики, был установлен орган производства компании "E.F.Walcker & Cie.", располагавшейся в Людвигсбурге. Кирха, построенная из красного камня, имеет часовую башню, 16 больших и 2 маленьких окна, две входные двери. Окна, двери и потолок изготовлены из дерева, пол выполнен из метлахской плитки, крыша — черепичная. Ширина здания – 13.3 м, длина – 36.6 м, высота потолка – 8.6 м.

### В период советской оккупации
После советской оккупации Азербайджана в 1928 году советские власти начали борьбу с религией. В декабре того года ЦК КП Азербайджана передал большое количество мечетей, церквей и синагог на баланс клубов в целях проведения просветительской работы. В 1936-1938 гг. были арестованы пасторы всех действующих в стране лютеранский церквей. Последний пастор церкви, Отто Венцель, был впервые арестован в 1931 году. Позже он был освобожден и служил в церкви до 1936 года. В 1936 году был арестован Народным комиссариатом внутренних дел СССР и содержался в заключении до 1939 года. Затем был освобождён, но снова арестован в том же году. Колокола церкви Святого Иоанна были сняты, алтарь разрушен, а орган, установленный внутри, был вывезен. После депортации немцев в 1941 году церковь прекратила свое существование. Позже здание использовалось как военный госпиталь и спортивный зал.

### После восстановления независимости
После восстановления Азербайджаном независимости постановлением № 132 Кабинета министров Азербайджанской Республики от 2 августа 2001 года церковь была внесена в список недвижимых памятников истории и культуры местного значения. С 2005 года здесь действует Историко-краеведческий музей Гёйгёльского района.
В 2008 году здание было капитально отремонтировано Обществом технического сотрудничества Германии.